# Echallens (huyện)
Echallens là một huyện thuộc tổng Vaud, Thụy Sĩ. Huyện lỵ là thị xã Echallens.
Huyện này có các đô thị sau:
- Assens
- Bercher
- Bioley-Orjulaz
- Bottens
- Bretigny-sur-Morrens
- Cugy
- Dommartin
- Echallens
- Eclagnens
- Essertines-sur-Yverdon
- Etagnières
- Fey
- Froideville
- Goumoens-la-Ville
- Goumoens-le-Jux
- Malapalud
- Morrens
- Naz
- Oulens-sous-Echallens
- Pailly
- Penthéréaz
- Poliez-le-Grand
- Poliez-Pittet
- Rueyres
- Saint-Barthélemy
- Sugnens
- Villars-le-Terroir
- Villars-Tiercelin
- Vuarrens